# Kevin Evans (Eishockeyspieler)
Kevin Robert Evans (* 10. Juli 1965 in Peterborough, Ontario) ist ein ehemaliger kanadischer Eishockeyspieler und -trainer, der im Verlauf seiner aktiven Karriere zwischen 1984 und 2000 unter anderem 578 Spiele in der International Hockey League (IHL) auf der Position des linken Flügelstürmers bestritten hat. Hauptsächlich war er dort für die Kalamazoo Wings aktiv. Seinen größten Karriereerfolg feierte der Enforcer jedoch mit den Kansas City Blades, mit denen er im Jahr 1992 den Turner Cup der IHL gewann. Zudem absolvierte Evans neun Partien für die Minnesota North Stars und San Jose Sharks in der National Hockey League (NHL). Seine älteren Brüder Paul und Doug waren ebenfalls professionelle Eishockeyspieler und in der NHL aktiv.

## Karriere
Evans spielte während seiner Juniorenzeit zunächst drei Jahre von 1983 bis 1986 in den kanadischen Juniorenligen Ontario Hockey League (OHL) bei den Peterborough Petes und London Knights sowie den  Victoria Cougars in der Western Hockey League (WHL).
Im Verlauf seines letzten Jahres in der WHL nahmen die Kalamazoo Wings aus der International Hockey League (IHL) den ungedrafteten linken Flügelspieler im Jahr 1986 unter Vertrag. Die Wings waren zu dieser Zeit das Farmteam der Minnesota North Stars aus der National Hockey League (NHL), die Evans vor der Spielzeit 1988/89 verpflichteten. In der Saison 1990/91 lief der Kanadier in seinen ersten vier Partien für die North Stars auf, ehe er im NHL Dispersal Draft 1991 von den neu gegründeten San Jose Sharks ausgewählt wurde. Diese setzten ihn in der Spielzeit 1991/92 weitere fünfmal ein und Evans erzielte dabei den einzigen Scorerpunkt seiner NHL-Karriere. Hauptsächlich verbrachte er die Saison aber mit den Kansas City Blades aus der IHL, mit denen er den Turner Cup, die Ligameisterschaft, gewinnen konnte.
Die fünf NHL-Einsätze bei den Sharks waren die letzten seiner Karriere und der Kanadier spielte in der Folge ausschließlich in den Minor Leagues. So lief der Enforcer von 1992 bis 1995 in der International Hockey League, 1995 bis 1996 sowie 1998 bis 1999 in der Central Hockey League (CHL), 1996 bis 1998 in der East Coast Hockey League (ECHL) und von 1999 bis 2000 in der Western Professional Hockey League (WPHL) auf. Zudem arbeitete er während dieser Zeit teilweise als Spieler-Assistenztrainer bei den Mississippi Sea Wolves in der ECHL und Cheftrainer bei den Memphis RiverKings in der CHL. Im Sommer 2000 beendete der 35-Jährige sowohl seine Spieler- als auch Trainerkarriere.

## Erfolge und Auszeichnungen
- 1992 Turner-Cup-Gewinn mit den Kansas City Blades

## Karrierestatistik
(Legende zur Spielerstatistik: Sp oder GP = absolvierte Spiele; T oder G = erzielte Tore; V oder A = erzielte Assists; Pkt oder Pts = erzielte Scorerpunkte; SM oder PIM = erhaltene Strafminuten; +/− = Plus/Minus-Bilanz; PP = erzielte Überzahltore; SH = erzielte Unterzahltore; GW = erzielte Siegtore; 1 Play-downs/Relegation; Kursiv: Statistik nicht vollständig)